# 117736 Шеррод
117736 Шеррод (117736 Sherrod) — астероїд головного поясу, відкритий 4 квітня 2005 року.
Тіссеранів параметр щодо Юпітера — 3,298.